# Silvio Smersy
Silvio Smersy (Milano, 16 gennaio 1933 – Parma, 14 maggio 2001) è stato un calciatore italiano, di ruolo attaccante.

## Biografia
Era il figlio del giocatore Bonifacio Smerzi.
Nel 1956 venne contattato dal regista Renato Castellani per la parte di protagonista del film I sogni nel cassetto, insieme a Lea Massari; la proposta fu fatta nel prepartita dell'incontro di campionato Milan-Padova. Pur propenso ad accettare, Smersy venne fortemente sconsigliato dall'allenatore Nereo Rocco e rinunciò; per il film venne scritturato un altro sportivo, il cestista Ricky Pagani.
Per tutta la sua carriera calcistica è stato noto per le sue stravaganze comportamentali, che gli hanno procurato diverse difficoltà, sia di tipo economico sia familiare, nel rapporto con la moglie (da cui ha avuto tre figli). Dopo il ritiro è stato anche un apprezzato pittore, e si è stabilito definitivamente a Parma, dove ha organizzato ripetutamente eventi di beneficenza con personaggi del mondo dello spettacolo e del calcio.
Nel 1975 è stato coinvolto in un tentativo di combine riguardante la partita Parma-Verona; riconosciuto colpevole di essere stato il mediatore dell'illecito, viene radiato dai ruoli federali. Continua a seguire le vicende della società ducale fino alla morte, avvenuta il 14 maggio 2001.

## Caratteristiche tecniche
Centravanti fisicamente robusto, era abile nel dribbling (al punto da essere soprannominato "il Sivori della serie B") ed era dotato di un potente tiro dalla distanza. A causa delle sue personali teorie sui danni cerebrali causati dai colpi di testa, limitava al massimo il gioco aereo preferendo quello con palla a terra.

## Carriera
Cresce nell'Inter, dove approda quattordicenne su segnalazione di Giuseppe Meazza. Nel 1952 passa in prestito alla Reggiana, con cui realizza 6 reti in 10 apparizioni nel campionato di Serie C 1952-1953, concluso dai granata all'ultimo posto a causa di una penalizzazione.
Rientrato all'Inter, viene ceduto alla Sanremese in Serie C, che lo acquista a titolo definitivo dai nerazzurri. Poco impiegato dai matuziani, nel 1954 si trasferisce in prestito all'Alessandria, in Serie B. Con i grigi disputa una stagione dal rendimento altalenante, a causa di infortuni e di uno stile di vita poco professionale, che porta i tecnici a escluderlo ripetutamente dalla formazione titolare, e a fine stagione torna a Sanremo. La prestazione positiva nella partita contro il Padova, tuttavia, gli vale l'interessamento di Nereo Rocco, che lo fa acquistare per la stagione 1955-1956.
Con i biancoscudati esordisce in Serie A, in occasione della sconfitta interna contro il Milan, il 2 ottobre 1955. Disputa due partite realizzando un gol, il 25 marzo 1956, nella vittoria interna sul Novara.
Nel 1956 scende di categoria con la Pro Patria in Serie B e poi con il Como la stagione successiva. Nel 1958 passa al Pordenone, con cui realizza 8 reti nel campionato di Serie C 1958-1959 (suo record personale); torna quindi a militare tra i cadetti, con il Parma e poi con il Marzotto Valdagno, che retrocede al termine della stagione 1960-1961.
Inizialmente riconfermato dai veneti, nel novembre 1961 torna al Parma, dove rimane per una stagione e mezza. Nel campionato 1963-1964 veste invece la maglia della Pistoiese, in Serie C, con cui ottiene la salvezza battendo la Vis Pesaro dopo due spareggi: nella partita decisiva, giocata l'8 giugno 1964, realizza la rete decisiva nei tempi supplementari. Dopo aver inizialmente abbandonato l'attività, torna a giocare una partita nel Parma, nell'ultima giornata del campionato di Serie C 1965-1966, decisiva per la salvezza degli emiliani: la sconfitta per 2-1 sul campo del Piacenza condanna i crociati alla retrocessione in Serie D. Chiude la carriera proprio in questa categoria, con il San Secondo.
Oltre alle 2 presenze con un gol in massima serie, ha totalizzato in carriera 117 presenze e 25 gol in Serie B.